# Falacia de evidencia incompleta
La falacia de prueba incompleta o por su designación en inglés cherry picking (literalmente, «recolección de cerezas») es un espigueo sesgado. Es la acción de citar solo los casos individuales o datos que parecen confirmar cierta postura a la vez que se ignoran las pruebas que podrían contradecirla. Es un tipo de falacia de atención selectiva, el ejemplo más común es el sesgo de confirmación.
Esta falacia se puede observar en numerosas falacias lógicas. Por ejemplo, la falacia de prueba anecdótica tiende a no considerar grandes cantidades de datos de otras fuentes, favoreciendo la evidencia que se conoce personalmente, el «uso selectivo de la evidencia» rechaza el material desfavorable al argumento propio, mientras que la falsa dicotomía elige solo dos opciones cuando en realidad la cantidad de alternativas disponibles es mayor. También está relacionada con la falacia de la generalización apresurada, o precipitada, que consiste en sacar conclusiones a partir de unos pocos casos, sin criterio de inferencia estadística o de otro tipo.

## En el campo de la ciencia
La «falacia de evidencia incompleta» es uno de los aspectos más importantes del negacionismo epistemológico, con frecuencia se utiliza para contradecir los hallazgos científicos; por ejemplo, en el caso de la negación del cambio climático, los negacionistas utilizan la técnica para negar los efectos nocivos para la salud o también en otros casos como la negación del efecto dañino del tabaco en el tabaquismo pasivo.

«El hecho de seleccionar información y tomar decisiones, supone enfatizar en los resultados una posición determinada o ignorar cualquier otra. Esta práctica es la técnica en concreto y es la base de la pseudociencia».
Richard Somerville ante el Subcomité de Energía del Comité de Energía y Comercio de la Cámara de Representantes de los Estados Unidos, 8 de marzo de 2011

«La ciencia rigurosa analiza todas las pruebas (en lugar de seleccionar solo las pruebas favorables), y controla las variables para identificar lo que realmente funciona, utiliza observaciones ciegas y se basa en una lógica interna coherente».
Steven Novella, A skeptic in Oz, 26 de abril de 2011.

## En el campo de la argumentación
En la argumentación, la práctica de esto se aplica al concepto de «extracción de citas» y es una manera de argumentar en la que se seleccionan aquellas citas que apoyan una posición, mientras se ignoran las que no la apoyan. La selección en los debates es un gran problema, ya que los hechos en sí mismos son verdaderos, pero primero deben ponerse en contexto. Dado que la investigación no se puede realizar en vivo y, a menudo, es inoportuna, los hechos o citas seleccionados normalmente se mantienen en la corriente del público e, incluso cuando se corrige, intentan la tergiversación de los receptores.

### Argumento unilateral
Un argumento unilateral es una falacia informativa que ocurre cuando solo se proporcionan las razones que apoyan una proposición, mientras que las razones que se oponen a ella se omiten.

«La falacia de la unilateralidad no invalida un argumento. Puede que ni siquiera haga que el argumento sea erróneo. La falacia consiste en persuadir a los lectores, y quizás a nosotros mismos, de que hemos dicho lo suficiente como para inclinar la balanza de la evidencia y, por tanto, lo suficiente para justificar un juicio. Sin embargo, si hemos sido parciales, entonces todavía no hemos dicho lo suficiente para justificar un juicio. Los argumentos del otro lado pueden ser más fuertes que los nuestros. No lo sabremos hasta que las examinemos. Entonces, la falacia de unilateralidad no significa que sus premisas sean falsas o irrelevantes, solo que están incompletas»

«Con los mensajes racionales, debe decidir si desea utilizar un argumento unilateral o un argumento bilateral. Un argumento unilateral solo presenta el lado a favor del argumento, mientras que un argumento bilateral presenta ambos lados. El que uses dependerá de cuál se adapte a tus necesidades y al tipo de audiencia. Por lo general, los argumentos unilaterales son mejores con audiencias que ya están a favor de tu mensaje. Los argumentos de dos caras son mejores con audiencias que se oponen a tu argumento, son mejor educados o ya han sido expuestos a argumentos en contra».
Peter Suber, profesor de filosofía,

Esta técnica busca manipular la percepción de la audiencia sobre un tema enfatizando un lado solamente. Esto se logra mediante la omisión de medios o el uso de testimonios unilaterales. La técnica se usa comúnmente en discursos persuasivos de candidatos políticos para desacreditar a sus oponentes.
El fenómeno se puede aplicar a cualquier campo. Las apariencias pueden manipularse destacando algunos hechos e ignorando otros.